# Yara Nijboer
Yara Maria Nijboer (* 17. September 1992 in Deventer) ist eine ehemalige niederländische Handballspielerin.

## Karriere
Nijboer begann das Handballspielen im Jugendbereich des niederländischen Vereins Handbal Heeten, für deren Damenmannschaft sie später auflief. Im Sommer 2012 wechselte die Rückraumspielerin zum Erstligisten SERCODAK Dalfsen. Mit Dalfsen gewann sie 2013 und 2014 sowohl die niederländische Meisterschaft als auch den niederländischen Pokal. 2014 schloss sie sich dem Zweitligisten V&S Groningen an. Nach nur einer Saison kehrte sie wieder nach Dalfsen zurück. Mit Dalfsen feierte sie 2016 ihren insgesamt dritten Meistertitel. Zur Saison 2016/17 wechselte sie zum deutschen Bundesligisten Buxtehuder SV. Mit dem BSV gewann sie 2017 den DHB-Pokal. Im Sommer 2018 beendete sie ihre Karriere.